# Copiapoa coquimbana
Copiapoa coquimbana là một loài thực vật có hoa trong họ Cactaceae. Loài này được (Karw. ex Rüpler) Britton & Rose mô tả khoa học đầu tiên năm 1922.

## Hình ảnh

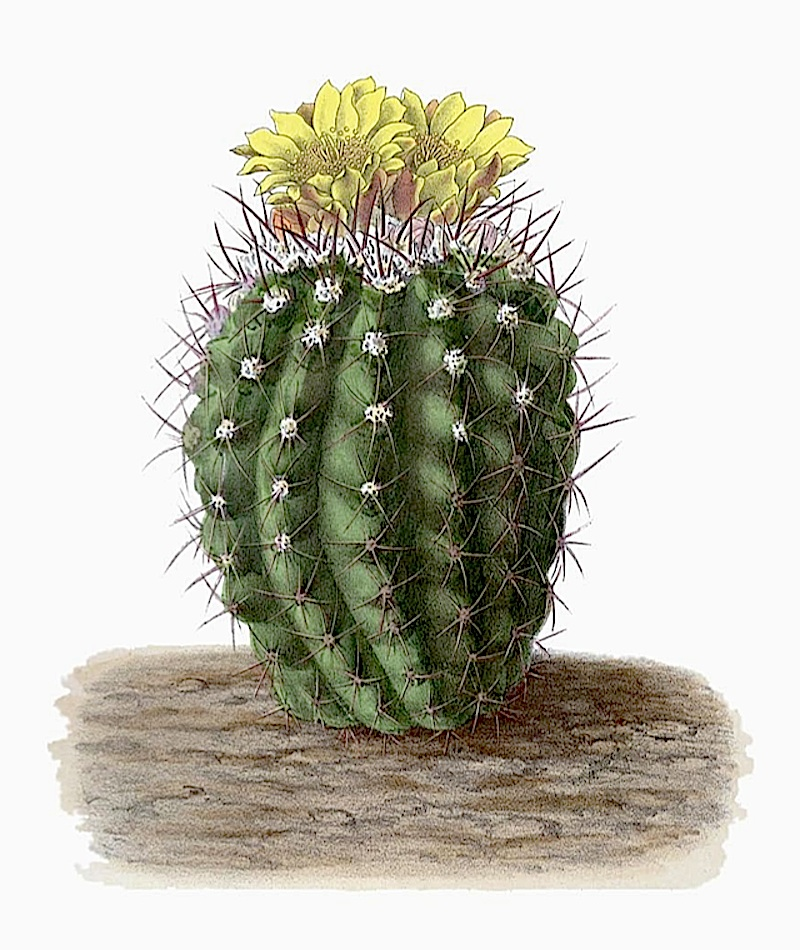
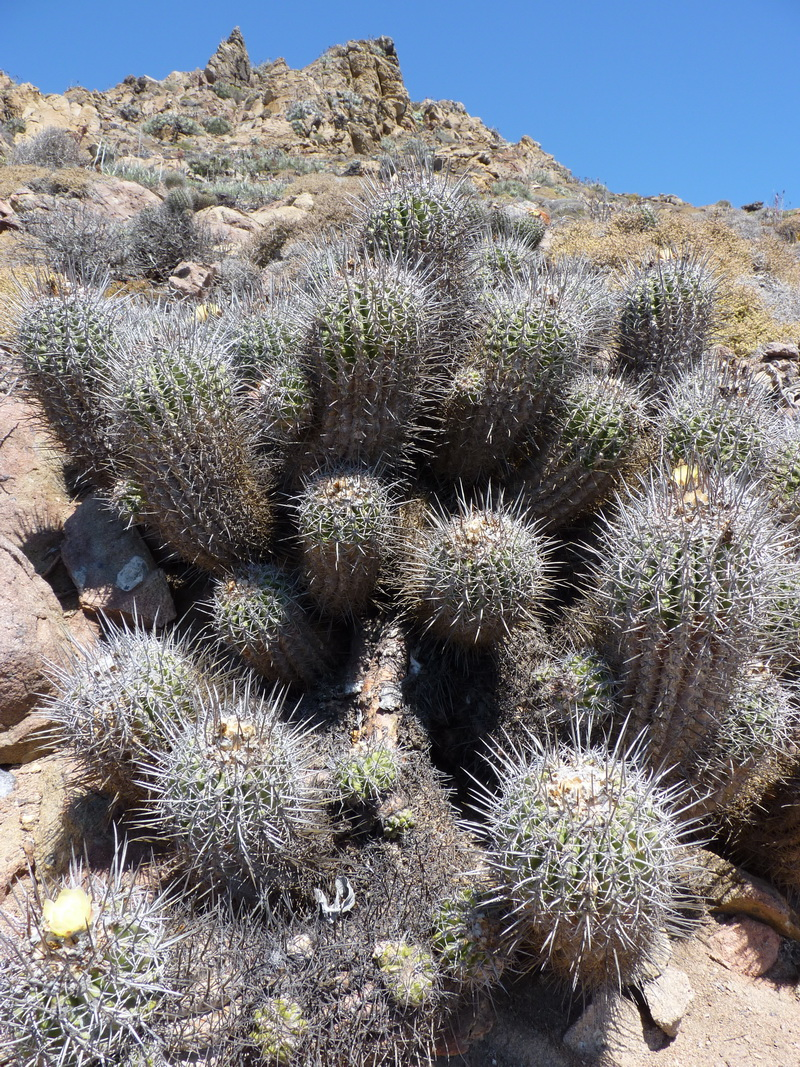
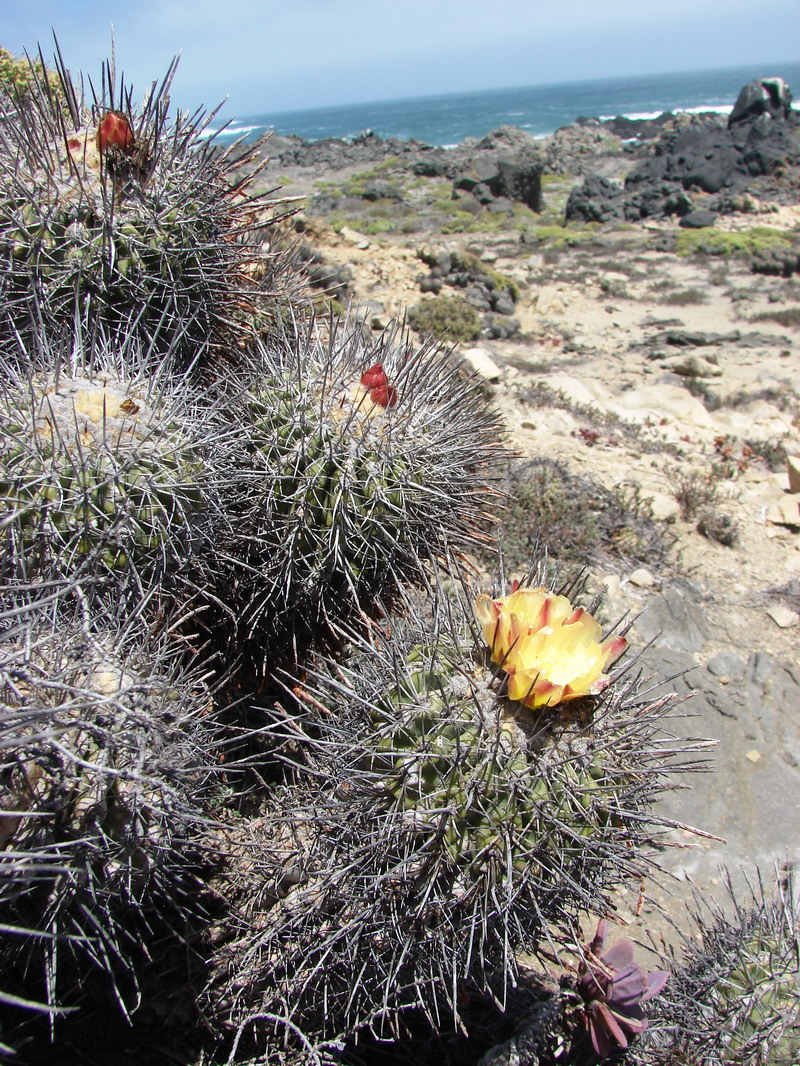
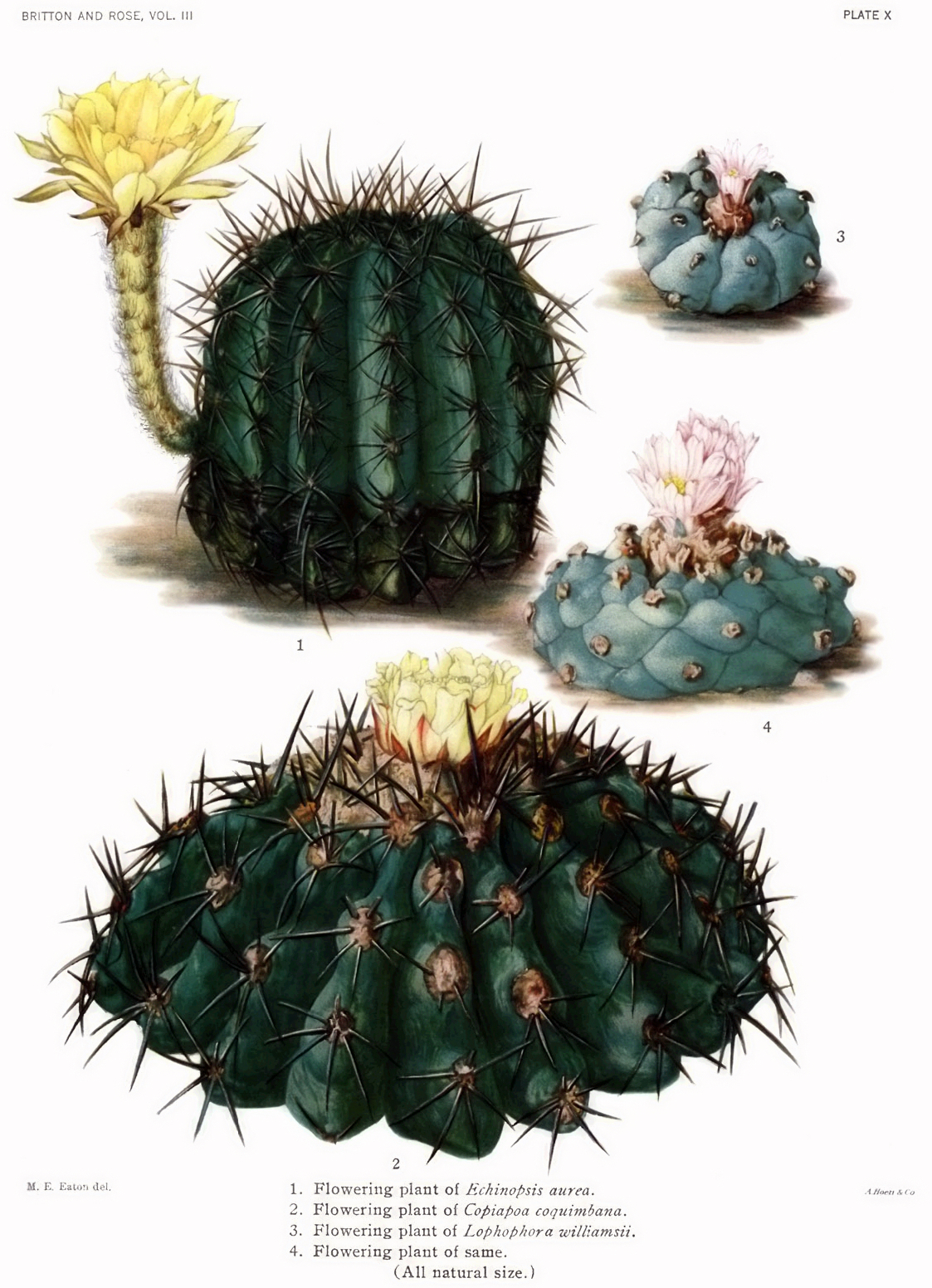